# Laici in ginocchio
Laici in ginocchio è un libro del filosofo Carlo Augusto Viano.
Scritto in forma pamphlettistica, l'autore mira a richiamare l'attenzione dei politici e degli intellettuali sulle indebite ingerenze da parte delle alte gerarchie vaticane nella vita politica italiana, nonché sulla mancata applicazione della laicità in quanto principio supremo dello Stato, come stabilito dalla sentenza n.203 della Corte costituzionale nel 1989.
Augusto Viano dedica il libro ad un suo bisnonno (sindaco liberale di un villaggio piemontese), il quale, alla morte del padre, non si piegò mai alle richieste del parroco locale che gli prospettò di scegliere, in vista dei funerali, tra la presenza di un prete oppure la presenza del tricolore italiano della Società Operaia di Mutuo Soccorso. Scelse il tricolore.

## Contenuto
L'autore vi passa in rassegna i cedimenti delle istituzioni e di tanti esponenti della cultura laica, colpevoli – a suo dire – di non possedere adeguate attrezzature mentali atte a resistere alle intrusioni della Chiesa cattolica che spesso calpesterebbe quei principî di separazione tra Stato e Chiesa, che pure i Patti Lateranensi dovrebbero tutelare. Tra gli esempi, cita due scorrettezze da parte di due pontefici: quella di Giovanni Paolo II quando, ricevuto in Parlamento il 14 novembre 2002, parlò ai legislatori sovrani quasi dettando loro l'agenda politica «come se il suo fosse il discorso della Corona o come se avesse davanti i membri di una comunità cattolica, ai quali fare una predica»; e quella di Benedetto XVI, il quale, ricevuto al Quirinale dal presidente Ciampi il 24 giugno 2005, pronunciò un discorso in cui si rammaricava per i beni ecclesiastici sottratti dalla Repubblica italiana, manifestando «con il piglio altezzoso di un funzionario in trasferta» che lui non era un capo di Stato come tutti gli altri e che a lui competeva dare insegnamenti a suo giudizio utili per il popolo italiano.
Le invettive di Augusto Viano raggiungono personalità di spicco della politica italiana, il cui pensiero laico è stato contraddistinto da un'arrendevolezza che non trova pari nella storia repubblicana: accusa Giovanni Spadolini di connivenza con la Chiesa per mere ragioni politiche, al fine di accaparrarsi le simpatie del proprio elettorato cattolico; considera i filosofi Nicola Abbagnano e Norberto Bobbio traditori della cultura illuminista di cui si erano fatti eredi, i quali invece di affrontare i conflitti tra scienza e fede le mettevano sullo stesso piano, insistendo sui limiti oggettivi della ricerca scientifica; misconosce la filosofia impregnata di religiosità di Benedetto Croce, che pur si era opposto in Senato all'approvazione dei Patti Lateranensi; critica l'operato di Giovanni Gentile che concesse alla Chiesa cattolica ampi spazi nel campo educativo, facendo così abdicare lo Stato alla formazione civica e culturale degli studenti.
Alla trattazione puramente politica della laicità del suo pensiero e rivendicando l'esistenza di una moralità laica consapevole di sé, l'autore vi affianca anche una critica sociologica alle religioni monoteiste dichiarando la sua concezione negativa delle medesime, che considera delle imposture nonché «le principali minacce per la vita degli uomini: giustificano le divisioni, stimolano le guerre, reclutano combattenti».
A corollario delle sue denunce, l'autore invita a riscoprire la parola "Laicismo" che decenni di compromessi, bugie e concordati hanno svuotato di significato.

## Edizioni
- Carlo Augusto Viano, Laici in ginocchio, Roma-Bari, Laterza, 2006, ISBN 8842078522.
- Carlo Augusto Viano, Laici in ginocchio, Roma-Bari, Laterza, 2008, ISBN 8842086878.